# Herbert Haydon Wilson
Herbert Haydon Wilson (14 de fevereiro de 1875 – 11 de abril de 1917) é um jogador de pólo britânico medalhista de ouro nos Jogos Olímpicos de Verão de 1908 em Londres.